# Piccole missionarie di Maria Immacolata
Le Piccole Missionarie di Maria Immacolata (in portoghese Pequenas Missionárias de Maria Imaculada) sono un istituto religioso femminile di diritto pontificio: le suore di questa congregazione pospongono al loro nome la sigla I.P.M.M.I.

## Storia
Le origini dell'istituto risalgono a una comunità di giovani donne che nel 1927 si riunì per dare assistenza alle malate di tubercolosi: Epaminondas Nuñez de Ávila e Silva, vescovo di Taubaté, assunse presto la direzione della società e nel 1932 la trasformò in congregazione religiosa.
Il primo gruppo di suore era costituito da cinque religiose sotto la guida di Dulce Rodrigues dos Santos, cofondatrice della congregazione.
L'istituto ricevette il pontificio decreto di lode l'11 febbraio 1952; l'8 dicembre 1964 giunse l'approvazione definitiva delle costituzioni.

## Attività e diffusione
Le suore si dedicano principalmente all'assistenza ad anziani e ammalati; lavorano anche in orfanotrofi e scuole per infermiere.
Oltre che in Brasile, sono presenti in Italia e in Portogallo; la sede generalizia è a São José dos Campos.
Alla fine del 2008 la congregazione contava 278 religiose in 24 case.